# Тяй (река)
Тяй (вьет. Sông Chảy, кит. 斋河) — крупная река на севере Вьетнама. Около 10 км реки составляют границу между Вьетнамом и КНР. Правый приток реки Ло.
В административном отношении протекает по территории провинций Хазянг, Лаокай, Йенбай и Футхо. Длина реки составляет 319 км; площадь водосборного бассейна — 4580 км². Средний расход воды — 192 м³/с. На реке расположено крупное водохранилище Тхакба, которое было образовано в результате строительства одноимённой гидроэлектростанции.
На реке стоят вьетнамские уездные города Винькуанг, Синман, Форанг, Доангхунг.